# Stefanie Zweig

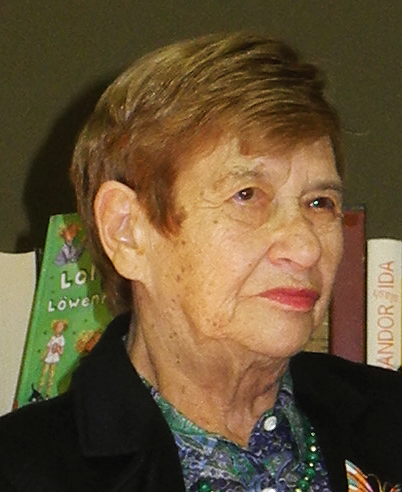
Stefanie Zweig (2012)

Stefanie Zweig (* 19. September 1932 in Leobschütz, Provinz Oberschlesien; † 25. April 2014 in Frankfurt am Main) war eine deutsche Schriftstellerin.

## Leben und Werk
Im Jahr 1938 floh Zweigs jüdische Familie angesichts der nationalsozialistischen Verfolgung aus Leobschütz nach Kenia, wo Stefanie Zweig ihre Kindheit auf einer Farm verbrachte und das Land für sich entdeckte. Später besuchte sie eine englische Internatsschule in der damaligen britischen Kolonie. Nach dem Zweiten Weltkrieg kehrte die Familie 1947 nach Deutschland zurück. Stefanie Zweig besuchte dort die Schillerschule in Frankfurt am Main bis zum Abitur 1953. Ab 1959 arbeitete sie als Kulturredakteurin der Abendpost/Nachtausgabe in Frankfurt, deren Feuilleton sie von 1963 bis 1988 leitete. Da sie jedoch in Deutschland das Land ihrer Kindheit vermisste, begann sie, ihre Erlebnisse und Eindrücke in mehreren autobiographischen Romanen festzuhalten. Mit ihren Afrikaromanen wurde Stefanie Zweig zu einer Bestsellerautorin.
Ihr erster Afrikaroman Ein Mundvoll Erde erschien 1980, eine Neubearbeitung mit dem Titel Vivian und ein Mund voll Erde folgte 2001. Der Roman mit autobiographischen Zügen schildert die erste Liebe der Hauptfigur Vivian zu einem Kikuyu-Jungen. Vivian ist während des Zweiten Weltkrieges mit ihrem Vater nach Afrika geflohen, kann sich kaum noch an Deutschland erinnern und sieht die kenianische Farm Ol'Joro Orok als ihre Heimat an. Sie ist gut vertraut mit den Sitten des Volkes der Kikuyu und spricht mit acht Jahren bereits drei verschiedene Sprachen: Kikuyu, Swahili und Deutsch. Der Leser wächst mit Vivian auf der Farm heran, lernt ihre Freunde, ihre Feinde und ihre Familie kennen. Man erfährt viel über afrikanische Sitten und Gebräuche. Als Vivian am Ende nach Deutschland zurückkehren muss, versteht man ihre Unsicherheit und ihr Gefühl der Entwurzelung. Das Buch kam auf die Auswahlliste zum deutschen Jugendbuchpreis. Im Jahr 1995 wurde es mit dem Gläsernen Globus der Royal Dutch Geographical Society (Königlich Niederländische Geographische Gesellschaft) ausgezeichnet.
Ihr autobiographischer Roman Nirgendwo in Afrika erschien 1995. Den Personen in der Geschichte gab sie andere Namen als in der Wirklichkeit. Der Roman wurde sechs Jahre später von Caroline Link verfilmt, der Film wurde im Jahr 2003 mit einem Oscar in der Kategorie „Bester fremdsprachiger Film“ ausgezeichnet.
Ihr Roman Irgendwo in Deutschland, die Fortsetzung von Nirgendwo in Afrika, beschreibt das Leben nach der Rückkehr nach Deutschland.
In ihrer Autobiographie: Nirgendwo war Heimat: Mein Leben auf zwei Kontinenten aus dem Jahr 2012 belegte die Autorin in Briefen und eigenen Tagebuchnotizen ihre ganze Familiengeschichte seit ihrer Geburt in Oberschlesien bis in die Gegenwart.
Stefanie Zweig lebte als freie Schriftstellerin in Frankfurt am Main und schrieb regelmäßig Beiträge für die Frankfurter Neue Presse. Ihre Bücher erreichten eine Auflage von über 7,5 Millionen Exemplaren.
Stefanie Zweig starb 2014 im Alter von 81 Jahren. Das Grab befindet sich auf dem Neuen Jüdischen Friedhof in Frankfurt am Main.

„Ihre Liebe und Güte bleiben unvergessen, auch wenn ihr Leben vom Verlust geprägt war. Ihre Geschichten bleiben uns als ewiges Geschenk“

## Auszeichnungen
Stefanie Zweig erhielt im Jahr 1993 die Verdienstmedaille des Verdienstordens der Bundesrepublik Deutschland.

## Werke
- Eltern sind auch Menschen. Fischer, Frankfurt am Main 1978, ISBN 3-439-78103-8.
- Großeltern hat jeder. Herold, Stuttgart 1979, ISBN 3-7767-0192-7.
- In gute Hände abzugeben. Herold, Stuttgart 1980, ISBN 3-7767-0193-5.
- Ein Mundvoll Erde. Union Verlag, Stuttgart 1980, ISBN 3-8139-5356-4; Neuauflage: dtv, München 1994, ISBN 3-423-07833-2.
  - Neubearbeitung: Vivian und ein Mund voll Erde. Langen Müller, München 2001, ISBN 3-7844-2842-8.
- Setterhündin entlaufen … Hört auf den Namen Kathrin. Herold, Stuttgart 1981, ISBN 3-7767-0264-8.
- Die Spur des Löwen. Langen Müller, München 1981, ISBN 3-414-10670-1.
- Schnitzel schmecken nicht wie Schokolade. Herold, Stuttgart 1982 ISBN 3-7767-0370-9.
- Nirgendwo in Afrika. Langen Müller, München 1995, ISBN 3-7844-2802-9.
- Irgendwo in Deutschland. Langen Müller, München 1996, ISBN 3-7844-2578-X.
- Hund sucht Menschen. Lentz, 1996, ISBN 3-88010-403-4.
- … doch die Träume blieben in Afrika. Langen Müller, München 1998, ISBN 3-7844-2697-2.
- Der Traum vom Paradies. Langen Müller, München 1999, ISBN 3-7844-2741-3.
- Katze fürs Leben. Langen Müller, München 1999, ISBN 3-7844-2655-7.
- Mit Reinhold Prandl: Bum sucht eine Familie. Lentz, München 1999, ISBN 3-88010-466-2 (Kinderbuch).
- Karibu heißt willkommen. Langen Müller, München 2000, ISBN 3-7844-2801-0.
- Wiedersehen mit Afrika. Langen Müller, München 2002, ISBN 3-7844-2894-0.
- Owuors Heimkehr. Erzählungen aus Afrika. Langen Müller, München 2003, ISBN 3-7844-2913-0.
- Es begann damals in Afrika. Langen Müller, München 2004, ISBN 3-7844-2963-7.
- Und das Glück ist anderswo. Langen Müller, München 2007, ISBN 3-7844-3027-9.
- Nur die Liebe bleibt. Langen Müller, München 2006, ISBN 3-7844-3051-1.
- Das Haus in der Rothschildallee. Langen Müller, München 2007, ISBN 3-7844-3103-8.
- Die Kinder der Rothschildallee. Langen Müller, München 2009, ISBN 3-7844-3158-5.
- Heimkehr in die Rothschildallee. Langen Müller, München 2010, ISBN 978-3-7844-3240-3.
- Neubeginn in der Rothschildallee. Langen Müller, München 2011, ISBN 978-3-7844-3268-7.
- Nirgendwo war Heimat: Mein Leben auf zwei Kontinenten. Langen Müller, München 2012, ISBN 978-3-7844-3310-3 (Autobiographie aus Briefen und Tagebuchaufzeichnungen).